# 나가호리바시역
나가호리바시역(일본어: 長堀橋駅, ながほりばしえき)은 오사카부 오사카시 주오구에 있는 철도역이다.
근처의 신사이바시 역과 CRYSTA 나가호리 지하상가로 연결되고 있어 걸어갈 수 있다. 신사이바시 역과 요쓰바시 역이 서로 연결되고 있으므로, 요쓰바시 역까지도 도보로 이용할 수 있다.

## 이용 가능 철도 노선
- 오사카 시 교통국
  - ■ 사카이스지 선
  - ■ 나가호리쓰루미료쿠치 선

## 역 구조
두 개 노선 모두 섬식 승강장 1면 2선의 지하역이다. 개찰구는 사카이스지 선 승강장의 북쪽,중간,남쪽에 총 3개가 있다. 나가호리쓰루미료쿠치 선 승강장에서는 북쪽 개찰구 부근으로 연결된다.

### 사카이스지 선
| 1 | ■ 사카이스지 선 | 닛폰바시·덴가차야 방면                      |
| 2 | ■ 사카이스지 선 | 덴진바시스지 6초메·기타센리·다카쓰키시 방면 |

### 나가호리쓰루미료쿠치 선
| 1 | ■ 나가호리쓰루미료쿠치 선 | 교바시·가도마미나미 방면 |
| 2 | ■ 나가호리쓰루미료쿠치 선 | 신사이바시·다이쇼 방면   |

## 역 주변
- 후지화재 본사
- 오사카 미나미 우체국
- CRYSTA 나가호리
- 오사카 시립 시마노우치 도서관
- 국도 제308호선

## 역사
- 1969년 12월 6일: 사카이스지 선 영업 개시.
- 1996년 12월 11일: 나가호리쓰루미료쿠치 선 영업 개시, 환승역이 됨.
- 2010년 10월 3일: 나가호리쓰루미료쿠치 선 스크린도어 사용 개시.

## 인접역
| ■ 오사카 메트로 사카이스지선                 | ■ 오사카 메트로 사카이스지선 | ■ 오사카 메트로 사카이스지선     |
| -------------------------------------------- | ---------------------------- | -------------------------------- |
| K15 사카이스지혼마치 덴진바시스지 6초메 방면 |                              | 닛폰바시 K17 덴가차야 방면       |
| ■ 오사카 메트로 나가호리쓰루미료쿠치선       |                              |                                  |
| N15 신사이바시 다이쇼 방면                   |                              | 마쓰야마치 N17 가도마미나미 방면 |